# فیلیپ لوکربایله
فیلیپ امانوئل لکربایله (به فرانسوی: Philippe Emmanuel Le Corbeiller) (زاده ۱۱ ژانویه ۱۸۹۱-درگذشته ۲۴ ژوئیه ۱۹۸۰) ریاضیدان و فیزیکدان اهل فرانسه بود.
وی که در مدرسه پلی تکنیک تحصیل مهندسی کرد در زمان جنگ جهانی یکم در بخش تلگراف فعالیت می کرد. وی در سال ۱۹۲۶ درجه دکتری ریاضیات را از دانشگاه سوربن و زیر سرپرستی امیل پیکار دریافت کرد. لکربایله در سال ۱۹۴۱ از اشغال آلمان گریخت و به آمریکا رفت و در آنجا در دانشگاه هاروارد به کار سرگرم شد. او سرانجام در سال ۱۹۶۸ به اروپا بازگشت و تا پایان عمر در هلند زندگی کرد. او دارای عضویت انجمن ریاضی آمریکا بود.